# Asantik
Az asantik egy nyugat-afrikai népcsoport, akik eredetileg az akan nyelvcsoporthoz tartozó nyelvet beszélnek és főleg a mai Ghána Ashanti régiójában élnek. Az újkori rabszolgakereskedelemnek köszönhetően jelentős asanti diaszpórákat találunk a Karib-térségben is, különösen Jamaikában. 

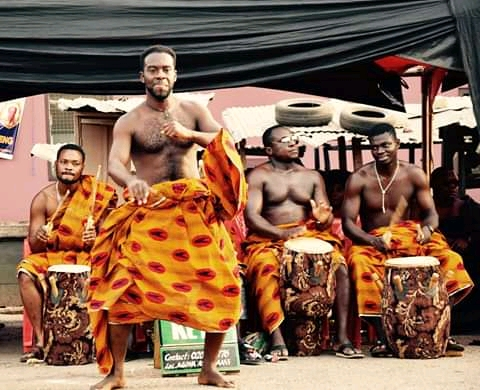
Egy asanti temetési szertartáson dobolnak, miközben egy férfi előad egy dalt és egy táncot.

Anyanyelvüket, a twi-t több mint 9 millió ember beszéli első vagy második nyelvként.

## Történet
Oszai Tutu (1697-1731) uralkodása alatt erősödött meg az akan törzsek szövetsége. E törzsszövetség gazdagságának alapja az aranylelőhelyek és aranymezők voltak, amelyekről az asantik földje ősidőktől híres volt.
Az aranyban gazdag asantik hozták létre az újkori nagy és befolyásos Asanti Birodalmat. 
A 19. század elején nyugat felé terjeszkedve kijutottak az ún. Aranypartra, ahol összeütközésbe kerültek a britekkel, akik csak több nehéz háború után tudták őket leigázni (1901).

## Fordítás
Ez a szócikk részben vagy egészben  az   Ashanti people című angol Wikipédia-szócikk ezen változatának fordításán alapul.  Az eredeti cikk szerkesztőit annak laptörténete sorolja fel. Ez a jelzés csupán a megfogalmazás eredetét és a szerzői jogokat jelzi, nem szolgál a cikkben szereplő információk forrásmegjelöléseként.